# Bibata Ouédraogo
Ne doit pas être confondu avec Bibata Nébié.
 (avril 2024).
Bibata Ouédraogo est une féministe burkinabè, militante des droits de la femme et ancienne institutrice. 

## Carrière
Elle est connue pour ses efforts de promotion des droits sexuels et reproductifs et des droits à la santé maternelle pour les femmes au Burkina Faso. Elle a également mené des recherches et des campagnes de sensibilisation sur la lutte contre le VIH/sida, et milite activement contre la discrimination fondée sur le sexe et le mariage des enfants.
Elle est la présidente de la section Ouahigouya de l'association féminine pour le développement du Burkina Faso (AFDEB),. Elle a également travaillé comme enseignante, avant de prendre sa retraite en 2013. Elle a poursuivi ses efforts humanitaires et son activisme même après avoir pris sa retraite de l'enseignement. En août 2021, elle a été répertoriée comme l'une des sept militantes africaines qui méritent un article Wikipédia du Global Citizen, une organisation internationale de défense des droits de l'Homme.